# Réserve des Six Nations
La réserve des Six Nations, ou plus simplement Six Nations, est une réserve indienne située près de Brantford, dans le sud-ouest de l'Ontario, au Canada. Son nom officiel est Six Nations 40.
Il s'agit d'une réserve où cohabitent différentes nations autochtones, soit les six nations iroquoises : les Mohawks (qui forment la majorité), les Onontagués (Onondagas en anglais), les Tsonnontouans (Senecas en anglais), les Goyogouins (Cayugas en anglais), les Onneiouts (Oneidas en anglais), les Tuscaroras ainsi que des membres de la nation Delaware.
Six Nations compte une population de 12 892 habitants en 2019, faisant d'elle la réserve la plus populeuse du Canada. Un total de 27 559 personnes sont toutefois membres de la bande indienne rattachée à la réserve.
Située à proximité de la rivière Grand, la réserve a une superficie de 184 km2, faisant d'elle la deuxième réserve indienne la plus étendue au Canada. 

## Personnalités
- Gary Farmer, acteur
- Graham Greene, acteur
- Pauline Johnson, écrivain et poétesse
- Tom Longboat, athlète
- Robbie Robertson, musicien
- Jay Silverheels, acteur